# Giulio Pozzi

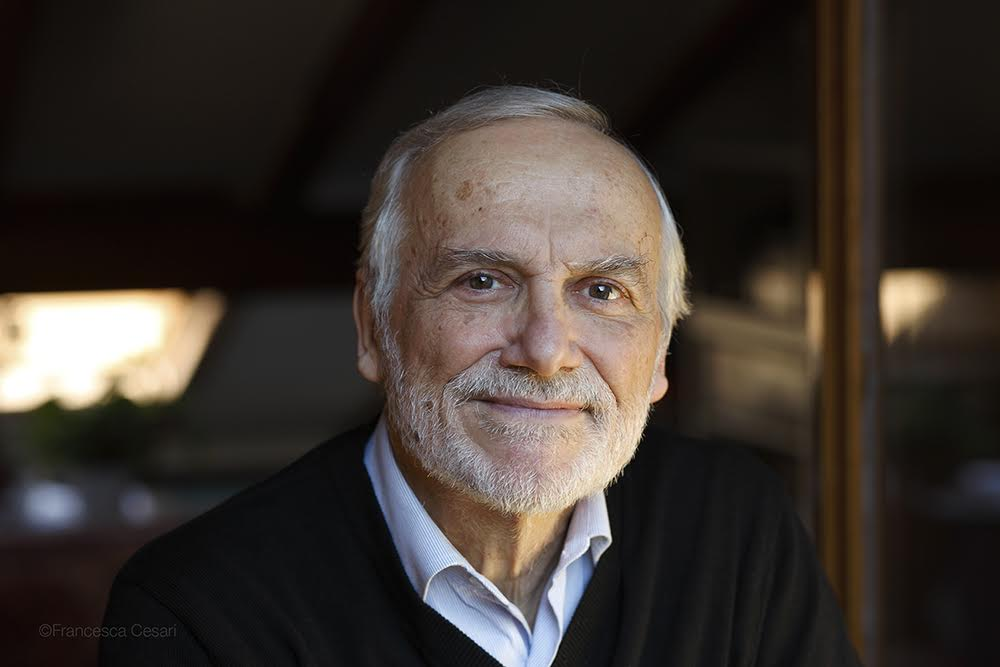
Giulio Pozzi

Giulio Pozzi (Riva del Garda, 1945) è un fisico italiano.

## Biografia
Nato a Riva del Garda nel 1945, si è laureato a Bologna nel 1968.
È stato professore ordinario presso il Dipartimento di Fisica dell'Università di Bologna; negli ultimi anni si è dedicato all'insegnamento nei corsi ad orientamento sanitario. 
Si è ritirato dall'insegnamento nel 2011, ma ha continuato a proseguire la sua attività di ricerca come Professore Alma Mater presso il Dipartimento di Fisica e Astronomia dell'Università di Bologna fino al 2017.

## Ricerca
La sua attività di ricerca è stata dedicata principalmente allo sviluppo di tecniche di microscopia elettronica applicate allo studio dei campi magnetici ed elettrici; ha contribuito a fondare una linea di ricerca sulla interferometria e olografia elettronica ed ha collaborato con i maggiori centri di ricerca nazionali e internazionali. 
È co-autore dell'esperimento della doppia fenditura con singoli elettroni con Pier Giorgio Merli e Gianfranco Missiroli, definito "l'esperimento più bello di tutti i tempi" nel 2002 dalla rivista Physics World; è co-autore del documentario L'esperimento più bello (rimasterizzato nel 2011) che ha vinto un premio presso il Brussels' Scientific Movie Festival nel 1976.
Ha pubblicato oltre un centinaio di articoli scientifici su riviste italiane e internazionali.